# سارا امی بریدکات
سارا امی بریدکات (انگلیسی: Sarah Emi Bridcutt; ۵ فوریهٔ ۱۹۸۹ – ) صداپیشگی اهل ژاپن بود. وی از سال ۲۰۱۱ میلادی تاکنون مشغول فعالیت بوده‌است.